# Humana (Unternehmen)
Die MIG Herford GmbH & Co. KG (ehemals Humana GmbH) in Herford, bei der Säuglingsnahrung hergestellt wird, ist eine Tochtergesellschaft von Hipp.

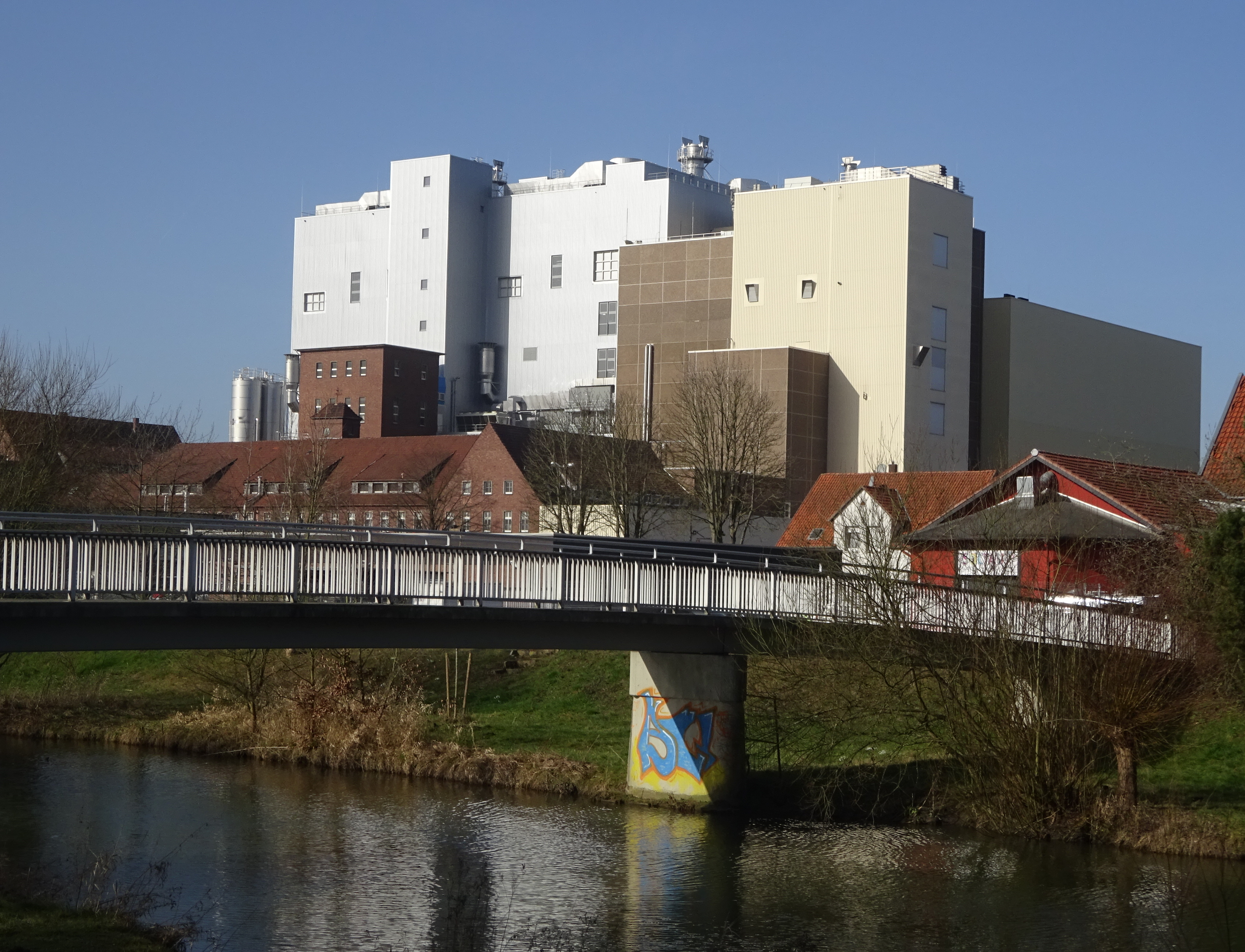
Humana/MIG/Hipp-Gebäude

## Geschichte

### Humana
Im Jahre 1950 entwickelte der Herforder Kinderarzt Heinz Lemke eine Säuglingsnahrung, die der Muttermilch weitestgehend angeglichen war. Diese sogenannte Humana-Milch wurde von der Herforder Molkerei hergestellt und vermarktet. In den 1960er Jahren wurde Spezialnahrung für Frühgeborene und Heilnahrung hergestellt.
Die Herforder Molkerei, die sich an der Gertrudstraße in der Nähe des Mathilden-Hospitals befand, schloss sich 1934 mit der Molkerei Bad Oeynhausen zusammen, woraus die Michverwertungsgenossenschaft Herford-Bad Oeynhausen eGmbH wurde. Nachdem das Gelände bei einem Bombenangriff im Zweiten Weltkrieg schwer beschädigt worden war, wurde Ende der 1940er Jahre ein neues Gebäude an der Bielefelder Straße errichtet. Nach dem Zusammenschluss mit der Molkereigenossenschaft Bielefeld eGbmH (MoBi) entstanden am 1. Januar 1968 die Milchwerke Bielefeld-Herford eGmbH. Diese übernahmen weitere Molkereien aus Westfalen und dem benachbarten Niedersachsen, u. a. am 1. Januar 1969 die Mindener Molkerei eGmbH. Am 1. Juli 1978 erfolgte die Fusion zwischen der Milchwerke Bielefeld-Herford eGmbH und der Milchversorgung Dortmund-Bochum eG (dobomil) zur Milchwerke Westfalen eG (Westmilch). Diese schloss sich am 1. Januar 1989 mit der Milchof Osnabrück eG in Georgsmarienhütte zusammen. Alle diese neu entstandenen Unternehmen hatten ihren Sitz an der Bielefelder Straße in Herford.
Die Milchversorgung Dortmund-Bochum eG war am 1. Oktober 1968 aus dem Zusammenschluss der Milchversorgung Dortmund eG mit der Milchversorgung Bochum eG entstanden.
Ab Anfang 1990 unterhielten die Westthüringer Milchwerke Erfurt GmbH enge Kontakte zu den Milchwerken Westfalen eG in Herford. Ab Februar 1991 waren die Milchwerke Westfalen eG Mitgesellschafter der Westthüringer Milchwerke und danach der Milchwerke Thüringen GmbH, die 1993 aus der Westthüringer Milchwerke Erfurt GmbH und der Osterland-Milchhof Gera GmbH hervorgegangen sind.
Aus der Fusion der Milchwerke Westfalen eG, Herford, und der Westmilch Milchunion eG, Everswinkel entstand am 1. Januar 1998 die Humana Milchunion eG, die ihren Sitz in Everswinkel erhielt. Später wurde dann die Humana GmbH mit Sitz in Herford als eigene Tochtergesellschaft ausgegliedert. Die Humana Milchunion fusionierte 2011 mit der Nordmilch GmbH zur Deutsches Milchkontor GmbH (DMK), wodurch die Humana GmbH eine Tochtergesellschaft des Deutschen Milchkontors wurde.

### MIG Herford GmbH & Co. KG
Im Jahr 2007 wurde die Milchwirtschaftliche Industrie Gesellschaft Herford GmbH & Co. KG (MIG Herford) als Produktionsgesellschaft aus der Humana GmbH ausgegründet. Während dort die Humana-Produkte produziert werden, ist die Humana GmbH seitdem nur noch eine Vertriebsgesellschaft. Zweck der neuen Gesellschaft ist die Herstellung von Babynahrung auf Milchbasis, Heilnahrung und diätischen Erzeugnissen.
Gleichzeitig wurde ein Joint Venture zwischen Humana und dem Babynahrungshersteller Hipp gegründet, so dass die MIG ein Tochterunternehmen der Vertriebsgesellschaften Humana GmbH und Hipp GmbH und Co. Vertrieb KG wurde. Zunächst war Hipp zu 25 Prozent beteiligt, später hielten beide Firmen jeweils 50 Prozent an der MIG.
Am 2. Dezember 2016 übernahm die Firma Hipp die Gesellschaft zu 100 Prozent.
Während geplant ist, am Standort Herford das Hipp-Milchkompetenzzentrum anzusiedeln, wurde der Hauptsitz der Humana-Vertriebsgesellschaft nach Bremen verlegt.

## Produkte
Unabhängig von den verschiedenen Fusionen wurde in Herford weiterhin die Humana Kindernahrung hergestellt. Weitere wichtige Produkte waren die Trinkmilch sowie Trockenmilch und Butter, aber auch andere Milcherzeugnisse. Hier wurde auch der Name Ravensberger Rollenbutter geschaffen, der Bezug nimmt auf das Ravensberger Land, in dem Herford liegt. Die Marke Ravensberger wird heute noch vom Deutschen Milchkontor verwendet, allerdings werden die Artikel nicht mehr in Herford (und somit nicht in Ravensberg) hergestellt.
Nach der Fusion wurde die Herstellung und der Vertrieb der verschiedenen Milchprodukte nach und nach von Herford in die verschiedenen anderen Standorte verlagert. Übrig blieb nur noch die Herstellung der Humana-Kindernahrung. Schließlich wurde die Humana GmbH als eigenständige Tochtergesellschaft aus dem Hauptunternehmen ausgegliedert.

## Babymilchskandal 2003
Im Jahr 2003 entwickelte Humana für den israelischen Markt eine koschere Fertigmilchnahrung auf Soja-Basis. Analysedaten der Inhaltsstoffe wurden falsch interpretiert und deswegen auf eine Zusetzung von Vitamin B1 verzichtet. Daher wurde Milch ausgeliefert, die lediglich 10 % der ausgewiesenen Menge an Vitamin B1 enthielt. In Israel starben drei Kinder, zahlreiche weitere erkrankten. In der Folge entließ Humana vier leitende Angestellte. Später wurden israelischen Familien Entschädigungen in Millionenhöhe gezahlt. Ein Verfahren wegen fahrlässiger Tötung gegen mehrere Mitarbeiter von Humana wurde 2008 gegen Zahlung von Geldbußen eingestellt.